# Васси
Васси́ (фр. Vassy) — коммуна во Франции, находится в регионе Нижняя Нормандия. Департамент коммуны — Кальвадос. Входит в состав кантона Васси. Округ коммуны — Вир.
Код INSEE коммуны — 14726.

## Население
Население коммуны на 2010 год составляло 1786 человек.
| 1962 | 1968 | 1975 | 1982 | 1990 | 1999 | 2010 |
| ---- | ---- | ---- | ---- | ---- | ---- | ---- |
| 1521 | 1410 | 1450 | 1601 | 1611 | 1649 | 1786 |

## Экономика
В 2010 году среди 1014 человек трудоспособного возраста (15—64 лет) 742 были экономически активными, 272 — неактивными (показатель активности — 73,2 %, в 1999 году было 71,2 %). Из 742 активных жителей работали 670 человек (347 мужчин и 323 женщины), безработных было 72 (32 мужчины и 40 женщин). Среди 272 неактивных 78 человек были учениками или студентами, 134 — пенсионерами, 60 были неактивными по другим причинам.